# Gerazym (Szewcow)
Gerazym, imię świeckie Witalij Nikołajewicz Szewcow (ur. 8 września 1971 w Moskwie) – rosyjski biskup prawosławny. 

## Życiorys
Studiował geologię, następnie wstąpił do seminarium duchownego w Moskwie, które ukończył w 1997 r. Podczas nauki wstąpił jako posłusznik do ławry Troicko-Siergijewskiej i tam 17 kwietnia 1997 r. został postrzyżony na mnicha, przyjmując imię zakonne Gerazym. 19 grudnia 1997 r. przyjął święcenia diakońskie, następnie, 18 czerwca 2000 r., kapłańskie, z rąk patriarchy moskiewskiego i całej Rusi Aleksego II. Był już wtedy studentem Moskiewskiej Akademii Duchownej (1997–2001).
W latach 2001–2005 wykładał na katedrze wojskowości Prawosławnego Uniwersytetu Humanistycznego im. św. Tichona w Moskwie. 
W 2005 r. wyjechał do Japonii, by wziąć udział w organizacji nowych męskich klasztorów w jurysdykcji autonomicznego Japońskiego Kościoła Prawosławnego. Od 2006 r. był przełożonym wspólnoty funkcjonującej przy soborze Zmartwychwstania Pańskiego w Tokio. W 2012 r. otrzymał godność archimandryty.     
W 2019 r. Japoński Kościół Prawosławny zrezygnował z zamiaru utworzenia w Tokio pełnoprawnego monasteru, w związku z czym archimandryta został odwołany z Japonii. Przeniesiony w jurysdykcję eparchii koreańskiej Rosyjskiego Kościoła Prawosławnego, służył w niej od kwietnia do sierpnia 2020 r. W sierpniu 2020 r. mianowano go dziekanem ławry Troicko-Siergijewskiej, a w listopadzie tego samego roku dodatkowo skierowano do służby w cerkwi św. Błażeja w Moskwie. 
W listopadzie 2020 r. objął stanowisko zastępcy zarządu finansowo-gospodarczego Patriarchatu Moskiewskiego, równocześnie mianowano go proboszczem parafii św. Błażeja, w której służył. 
Podczas posiedzenia Świętego Synodu Rosyjskiego Kościoła Prawosławnego w dniach 23–24 września 2021 r. otrzymał nominację na biskupa władykaukaskiego i alańskiego. Jego chirotonia biskupia odbyła się 14 października 2021 r. w soborze Chrystusa Zbawiciela w Moskwie, pod przewodnictwem patriarchy moskiewskiego i całej Rusi Cyryla.     